# Świętosław (powiat golubsko-dobrzyński)
Świętosław – wieś w Polsce położona w województwie kujawsko-pomorskim, w powiecie golubsko-dobrzyńskim, w gminie Ciechocin.

## Podział administracyjny
W latach 1975–1998 miejscowość należała administracyjnie do województwa toruńskiego.

## Demografia
Według Narodowego Spisu Powszechnego (III 2011 r.) wieś liczyła 729 mieszkańców. Jest trzecią co do wielkości miejscowością gminy Ciechocin.

## Obiekty zabytkowe
We wsi znajduje się dwór eklektyczny z 2. połowy XIX w., wpisany do rejestru zabytków NID pod nr rej.: A/911 z 21.02.1980.